# 히사카섬

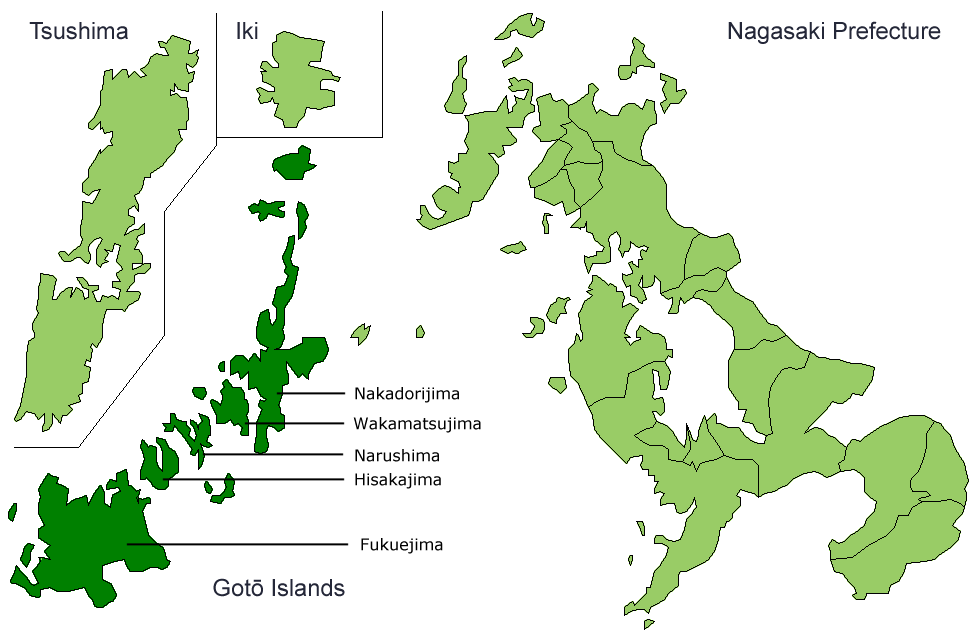
고토 열도에서 히사카섬의 위치

히사카섬(久賀島)은 일본 고토 열도의 섬 중 하나로 나가사키현 고토시의 일부이다. 나가사키 항으로부터 약 90km 떨어진 동중국해상에 있다. 면적은 37.35km2으로 고토 열도 안에서는 후쿠에섬, 나카도리섬에 이어 세 번째로 큰 섬이다.